# Осада Феллина (1560)
Осада Феллина 1560 года — осада и взятие русским войском крепости Феллин (ныне город Вильянди в Эстонии), в то время одной из самых сильных крепостей Ливонии.
После того, как русские войска в 1558—1559 годах заняли всю восточную и юго-восточную Ливонию, орден находился в состоянии разложения. Часть членов ордена эмигрировала в Германию, часть стала искать места при дворе прусского герцога. Крепостью Феллин, в которой оборонялись наиболее стойкие рыцари, а также наёмники, командовал бывший магистр ордена Иоганн Вильгельм фон Фюрстенберг. Узнав, что после разгрома ливонской конницы в битве при Эрмесе Феллин станет главной целью русского наступления, Фюрстенберг хотел перевезти артиллерию (крупные картауны, закупленные в Любеке) и имущество ордена в крепость Гапсаль на морском берегу, однако не успел. Отряд князя Курбского на лодках спустился  по реке Эмбах, высадился в двух милях от Феллина и перерезал его водные коммуникации.
Осада Феллина войском большого воеводы Ивана Мстиславского длилась около трёх недель и сопровождалась интенсивным артиллерийским обстрелом зажигательными ядрами. В течение осады отдельные русские отряды совершили рейды под Венден и Ригу. В 1560 году, в праздник Успения Пресвятой Богородицы, преподобный Корнилий Псково-Печерский (1501-1570) послал в благословение русским войскам, осаждавшим город Феллин, просфору и святую воду. В тот же день немцы сдали город. После разрушения городской стены, наёмные кнехты 21 августа 1560 года вопреки уговорам Фюрстенберга сдали город русским воеводам. Сам он попал в плен и стал самым крупным должностным лицом Ливонии, оказавшимся в руках русских.
После взятия Феллина русское войско двинулось под Вейсенштейн (Пайде), но не смогло взять его в результате 6-недельной осады. Тем временем, города северной Эстляндии, в том числе Ревель, присягнули на верность шведскому королю Эрику XIV.